# Distrito de Haines
O Distrito de Haines é um dos 18 distritos organizados do Estado americano do Alasca. É um distrito organizado, ou seja, que possui o poder e o dever de fornecer certos serviços públicos aos seus habitantes. Sua sede de distrito é Haines. Possui uma área de 6,070 km², uma população de 2 392 habitantes e uma densidade demográfica de cerca de 0.3 hab/km².